# Noorda blitealis
Noorda blitealis is een vlinder uit de familie grasmotten (Crambidae). De wetenschappelijke naam van deze soort is voor het eerst gepubliceerd in 1859 door Francis Walker.

## Verspreiding
De soort komt voor in tropisch Afrika (met inbegrip van de eilanden Madagaskar, Grande Comore van de Comoren, Mahé en Aldabra van de Seychellen en Réunion), Libanon, Jordanië, het Arabisch schiereiland, Iran, Pakistan, India, Sri Lanka, Thailand, Hongkong en het westen van Australië.

## Waardplanten
De rups van deze soort leeft op Moringa oleifera (Moringaceae).

## Biologie
Tijdens een onderzoek in India is vastgesteld dat de eitjes na gemiddeld 2,85 dag uitkomen. De vijf stadia van de rups worden in gemiddeld 11,5 dagen doorlopen (elk stadium duurt 1 à 3 dagen), waarna de rups verpopt. Na gemiddeld 6,5 dagen verlaat de vlinder de pop. De vlinder leeft ongeveer 5,5 dagen.